# Edward Calvert

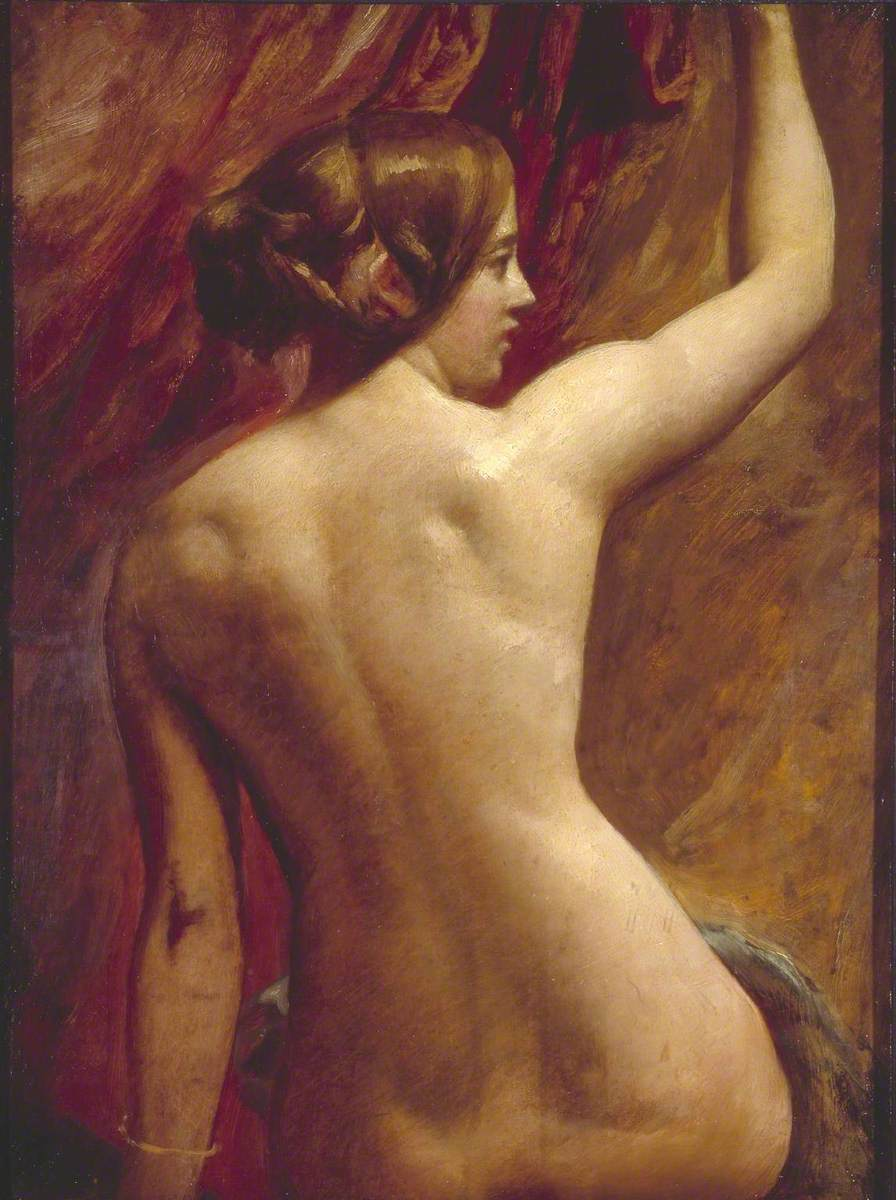
Akt kobiecy

Edward Calvert (ur. 20 września 1799 w Appledore, zm. 14 lipca 1883 w Londynie) – angielski malarz i grafik.
Początkowo kształcił się w Plymouth, później studiował w Royal Academy w Londynie. W 1844 podróżował do Grecji, co zapoczątkowało jego uwielbienie dla antycznego pejzażu. Był zafascynowany sztuką W. Blake'a, w związku z czym założył grupę malarzy Shereham (Ancients) skupiającą artystów o różnych poglądach, jednak o podobnej, panteistycznej postawie wobec natury, którzy tworzyli wspólnotę podobną do niemieckich Nazareńczyków i paryskich Les Primitifs. W latach 1825–1836 wystawiał w Royal Academy swoje prace (Nimfy, Pasterka, Poranek, Ewa), którymi zdobył uznanie dzięki idyllicznym pejzażom utrzymywanymi w klasycystycznej konwencji. Jest również autorem dzieł niewielkiego formatu, rycin z pejzażami, cykli miedziorytów, drzeworytów i litografii, które odbijał sam.